# Miconia abysmophila
Miconia abysmophila är en tvåhjärtbladig växtart som beskrevs av John Julius Wurdack. Miconia abysmophila ingår i släktet Miconia och familjen Melastomataceae. Inga underarter finns listade i Catalogue of Life.